# Церква Святого Михайла (Гільдесгайм)

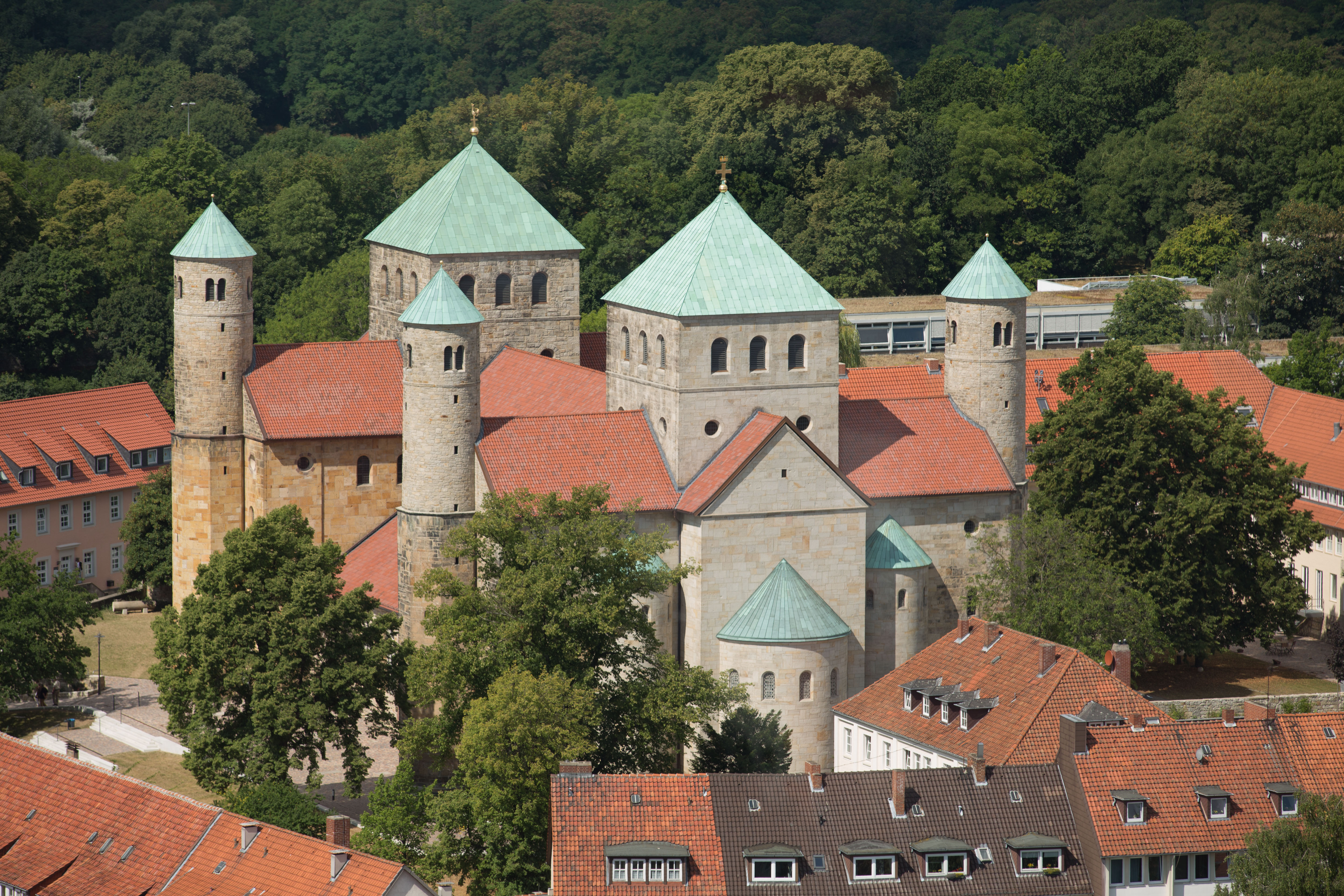
Вид на церкву Святого Михайла з дзвіниці церкви Святого Андрія

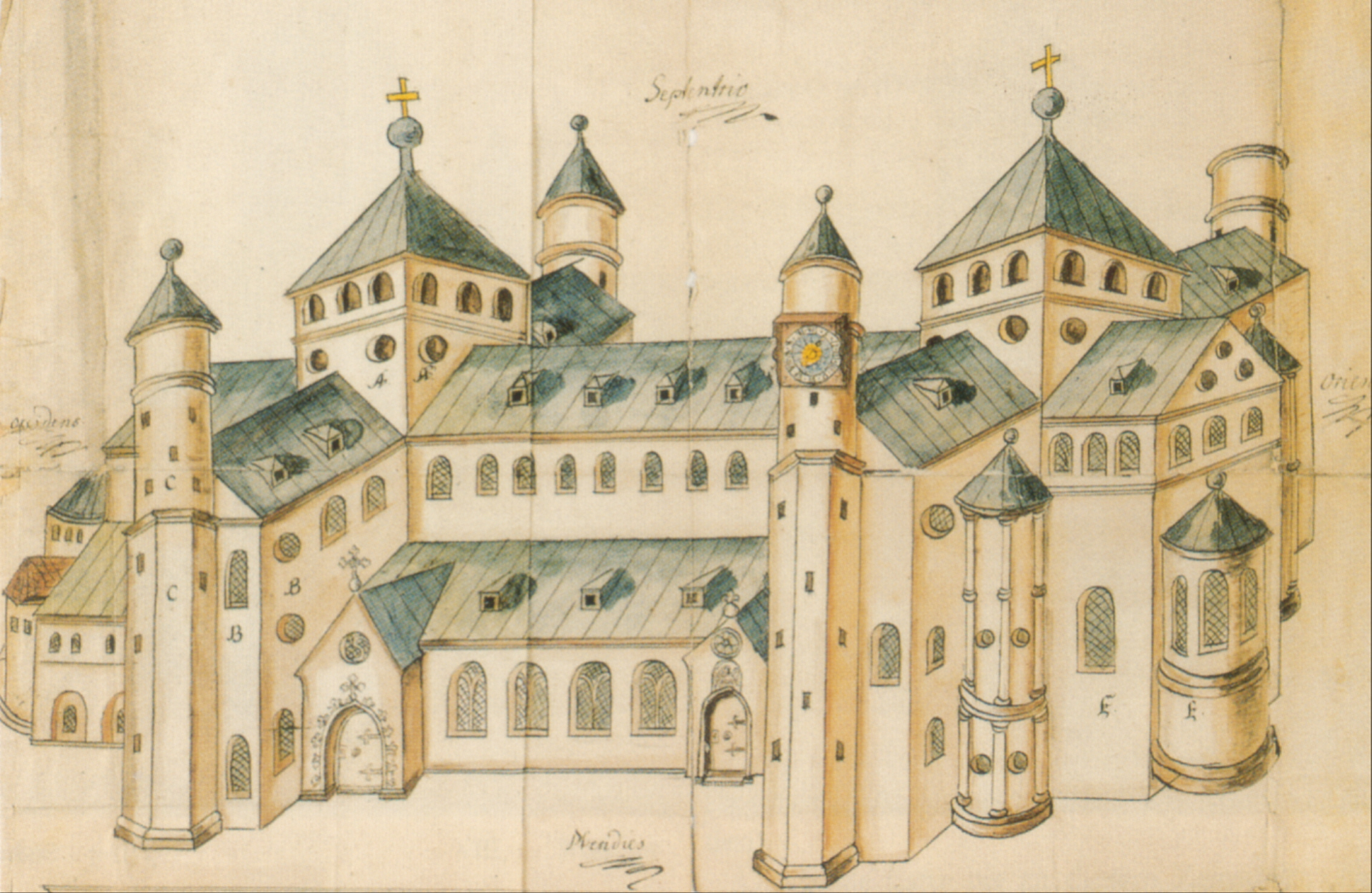
Церква Св. Михайла, Малюнок 1662

Церква Святого Михайла (нім. St. Michael або нім. Michaeliskirche) — оттонська, до-романська церква в місті Гільдесгайм (Німеччина). До Реформації вона була монастирською церквою однойменного бенедиктинського абатства. З 1985 року вона разом з Гільдесгаймським собором включена до Світової спадщини ЮНЕСКО.

## Історія
Єпископ Бернвард Гільдесгаймський після вступу на посаду 993 року повелів звести каплицю на пагорбі на північ від Соборного пагорбу у Гільдесгаймі. Цю каплицю він освятив 10 вересня 996 року на честь Святого Хреста, частинку якого йому подарував імператор Оттон III. У заповіті без дати він подарував пробсту та клерикам, які поселилися в Гільдесгаймі, численні речі, у тому числі і свою приватну церкву у Бургштеммен. Протягом всього свого перебування єпископом Бернвард розширював абатство і перетворив його у великий бенедиктинський монастир, якому і заповів у своєму другому заповіті від 01 листопада 1019 всі свої володіння.
Кам'яний блок у південно-західній сходовій вежі з 1010 року вважається одним з 12 наріжних каменів монастирської церкви. Бернвард визначив західну крипту цієї церкви як місце свого поховання і постійної молитви за нього і назвав його на честь «супровідника мертвих» Майкл. Крипта була освячена ним на день Архангела Михайла (29 вересня) 1015. Бернвард помер 20 лютого 1022 року у монастирі Св. Михайла і був похований у крипті. Освячення церкви відбулося на день Св. Михайла 1033 року наступником Бернварда Годехардом.
Науковці дискутують, який внесок сам Бернвард вніс як архітектор. Єдність полягає в тому, що вклад Бернварда у будівництво церкви Святого Михайла далеко виходив за рамки замовника та будівельника. Істориком будівництва Хартвігом Безелером він був названий Architectus sapiens (по аналогії з 1 Кор. 1,13), «духовним Творцем простору думки». Ймовірно він відповідав за концепцію (dispositio). Виконавчим архітектором, досвідченим будівельником, відповідальним за будівництво (constructio) часто називають Годерама, першого настоятеля (1022—1030) монастиря Святого Михайла. Обидва орієнтувались на принципи Боеція і особливо Вітрувія, які він виклав у творі «Про архітектуру».
Частина досліджень виходить з того, що бронзові двері, які вже з 1035 року були встановлені у Гільдесгаймському соборі, спочатку призначались для церкви Св. Михайла, оскільки їх напис свідчить, що її засновник Бервард в 1015 році приніс їх у «храм Ангелів» (templum angelicum). Це припущення отримало новий поштовх завдяки спостереженням з історії релігії, згідно з якими, templum angelicum є літургійною назвою престольного свята Св. Михайла. У церкві Св. Михайла бронзові двері ймовірно були встановлені у південному бічному вівтарі на вході поруч з західною сходовою вежею, де — не далеко від наріжного каменя — також були знайдені залишки фундаменту вестибюля. Іншим можливим місцем початкового встановлення дверей є західний вхід в склеп (крипту), де радіолокаційні дослідження квітня 2007 року виявили масивне порушення структури шириною 250 см (ширина бронзових дверей становить 227 см): сучасний західний портал мабуть спочатку не існував
Щодо бернвардської Колони Христа, яка була перенесена у собор на початку 19 століття, точно відомо, що раніше вона стояла раніше у східній частині церкви Святого Михайла за хрестовим вівтарем. Її місце під тріумфальною аркою було підтверджено при розкопках 2006 року. Велике бронзове розп'яття згори цієї вівтарної колони було 1544 року повалено та розплавлене іконоборцями. На час реконструкції собору Св. Марії (30.09.2009-серпень 2014), колону було тимчасово повернуто до церкви Святого Михайла; вона була розміщена у південно-східній частині поперечного нефа.
Іконографія та зміст біблійних зображень на рельєфах Бернвардських колони і дверей тісно пов'язані.
Велика колісна люстра Бернварда, яка колись висіла над хрестовим вівтарем перед колоною Христа, була зруйнована при будівельних роботах 1662 року.

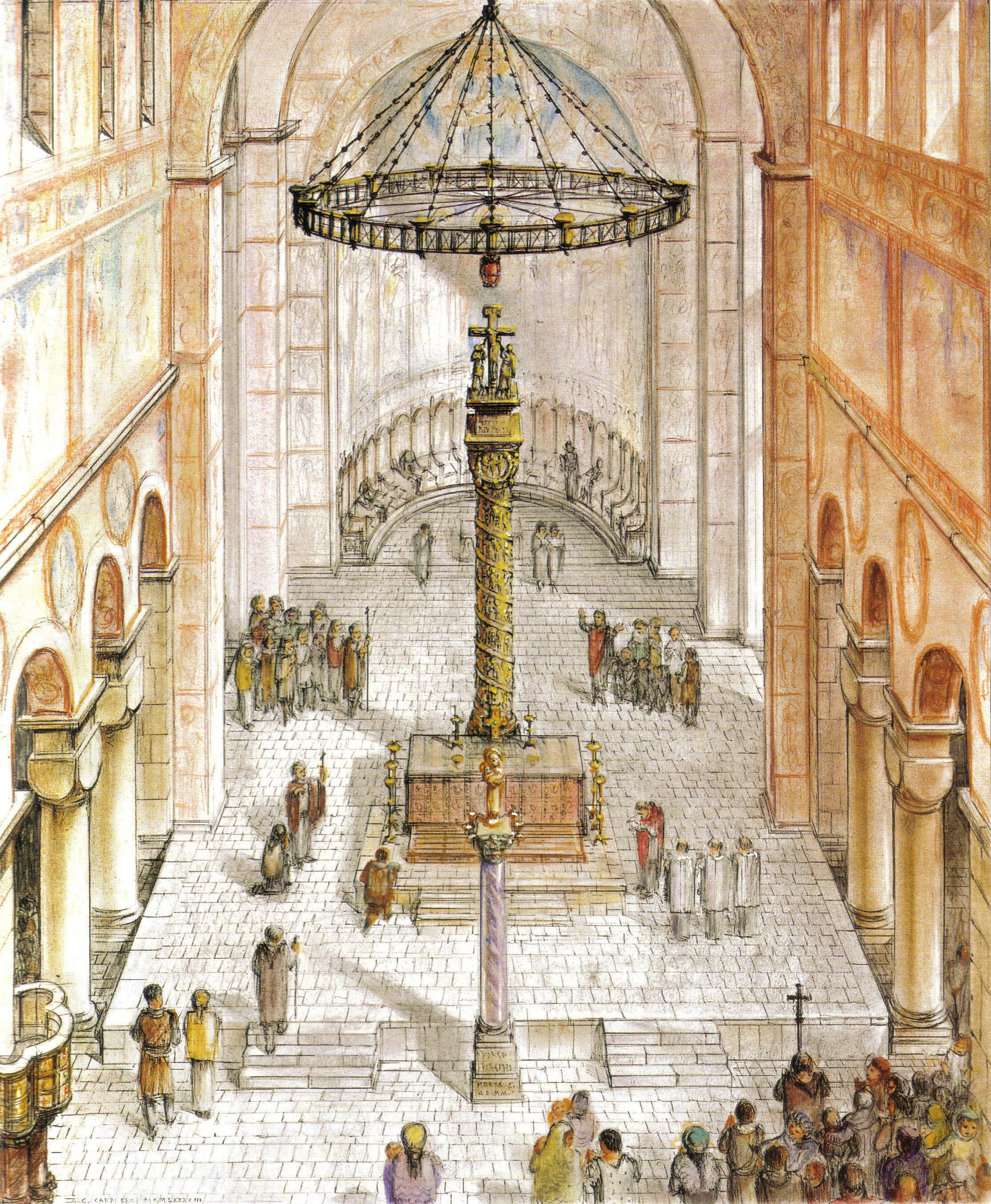
Вигляд бернвардських східних хорів з колоною Христа та люстрою. Реконструкція А.Капрічечі / Б. Галлістл

Уже в 1034 році в церкві сталася пожежа. Після проведення ремонтних робіт 1035 року відбулося повторне освячення, що було повторено і в 1186 році після чергової пожежі та реконструкції (у тому числі відновлення майже всіх колон продольного нефа) при єпископі Аделогу. Між 1171 та 1190 були створені варті уваги капітелі. Головним літургійним свідченням того часу є  Сакраментарій Ратманна 1159 року. Одна з його мініатюр, де Бернвард та Архангел Михайло показані одного зросту, є свідченням, що ченці в богослужінні вшановували засновника монастиря ще до його канонізації як святого.
1192 року Бервард був зарахований до лику святих. З 1194 по 1197 з'явилися керамічні рельєфи на бар'єрах ангельських хорів біля входу в крипту. Розписана дерев'яна стеля у продольному нефі з'явилась близько 1230 року. 1250 року був відбудований клуатр, який поєднував церкву зі старою каплицею в абатстві, що використовувалась до будівництва церкви Святого Михайла.
12 лютого 1542 року церква Святого Михайла була після наступу Реформації в Гільдесгайм стала євангелічно-лютеранською приходською церквою. Але бенедиктинський монастир продовжував існувати аж до секуляризації 1803 року і міг використовувати для служб «малу церкву Святого Михайла» в клуатрі та крипту Бернварда. Крипта і досі є католицькою. Церква Святого Михайла є однією з 65 сумісних церков у Німеччині.
Ченці-бенедиктинці мали господарства і двори у населених пунктах навколо Гільдесгайму. Наприклад, існував десятинний двір монастиря у Гронау (Ляйне); з 1648 р. адміністратором цього двору назначався священник.
1650 року східна апсида впала через будівельний недолік, що призвело до падіння східної вежі над середохрестям і часткового руйнування розписаної стелі. Через дванадцять років потому вимушено були знесені також західна вежа над середохрестям та південно-західний поперечний неф; при цьому були зруйновані бар'єри південних ангельських хорів. Східна башта була відбудована і отримала 1672 року бароковий купол.
У 1809 році церква була закрита і з моменту секуляризації в монастирі Святого Михайла розташовувася медичний заклад. Прихід переїхав в церкву Св. Мартіна (нині частина музею Рьомера-Пеліцеуса). Після фундаментальної реконструкції під керівництвом Вільгельма Конрада Хазе 1855—1857 року, прихід повернувся у церкву. З церкви Св. Мартіні парафіяни перенесли бронзи-купіль 1618 року, ретабло Св. Івана 1520 року і ботмерський епітаф 17-го століття, які і досі знаходяться в церкві.

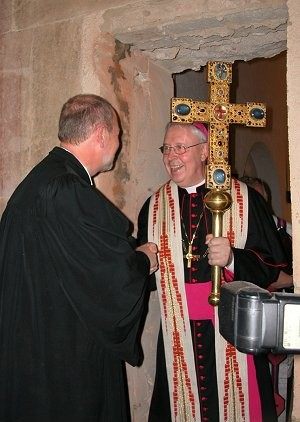
Єпископ Норберт Трелле з Бервардським хрестом зустрічає суперінтенданта землі Екхарда Горку в новому проході між криптою Бернварда і продольним нефом (26 червня 2006 року)

Під час Другої світової війни церква Святого Михайла авіаударами по Гільдесгайму  від 22 лютого, 3 березня і 14 березня 1945 року була спочатку пошкоджена, а під час останнього повітряного нальоту на місто 22 березня 1945 року — знищена вибуховими та фугасними бомбами. На щастя на той момент дерев'яна стеля та інші скарби мистецтва церкви були з ініціативи земського консерватора Герман Декерта вивезені і залишилися неушкодженими. Бар'єр ангельських хорів був прихований захисною стіною, і тому також вцілів. Після закінчення війни, починаючи з 1947 року почалася відбудова церкви на дороманських залишках за попередніми планами. 20 серпня 1950 року відбулося повторне освячення продольного нефа і західного поперечного нефа. Остаточно завершений і знову освячений храм був лише у 1960 році. У 1985 році церкву було включено до Світової спадщини ЮНЕСКО, разом з собором Святої Марії, скарбницею собору і Тисячолітньою шипшиною біля собору.
У 1999 році церква отримала новий орган. Виробник органів Геральд Вьоль розміщені інструмент так, що він придатний для виконання органних творів і часів бароко, і часів романтизму, повернутий на 45 градусів під південною аркою західного перетину.
З 2005 по 2010 рік інтер'єр церкви Святого Михайла був повністю реставрований. В ході цієї роботи з лютого по червень 2006 р.  в церкві були проведені археологічні дослідження. При оновленні підлоги вона була опущена приблизно на 15-18 сантиметрів. Церква і крипта тепер знову мають початковий єдиний рівень підлоги і знову пов'язані через два проходи. Надгробні плити 14-го ст., які раніше стояли у дверній проймі до крипти, знайшли нове місце на високому хорі над криптою. Сусідню до крипти ризницю спільно використовують католицька спільнота Магдалини і лютеранська церква Святого Михайла в рамках добросусідського екуменізму. Вівтарний простір на сході у грудні 2008 року отримав релігійні предмети роботи Томаса Дуттенхефера (розп'яття, вівтар, амвон і лекторій).

## Архітектура

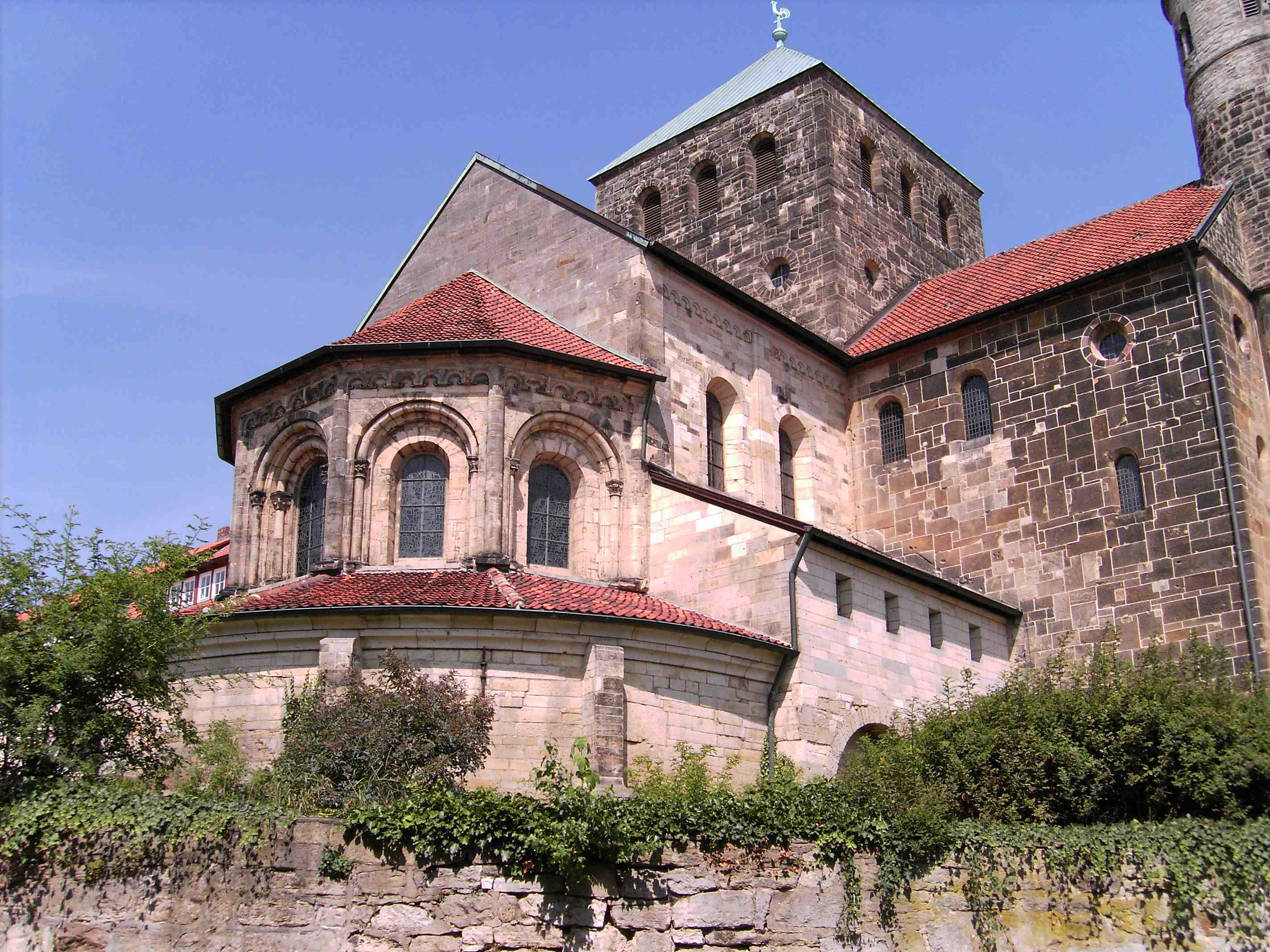
Західний хор з криптою Бернварда

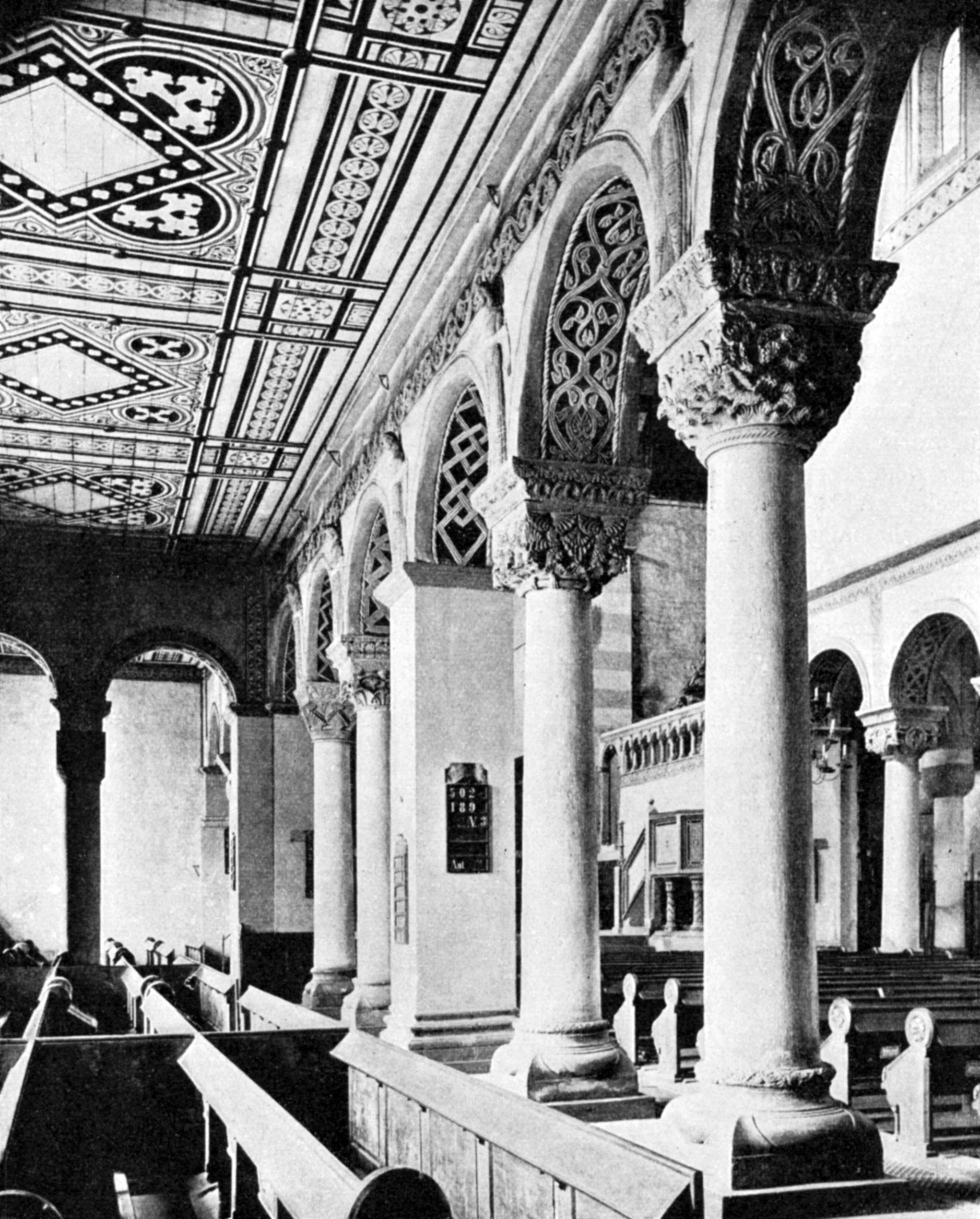
Вид з бічного нефа на аркади з традиційною для Нижньої Саксонії зміною колон, відбудованих 1186 року

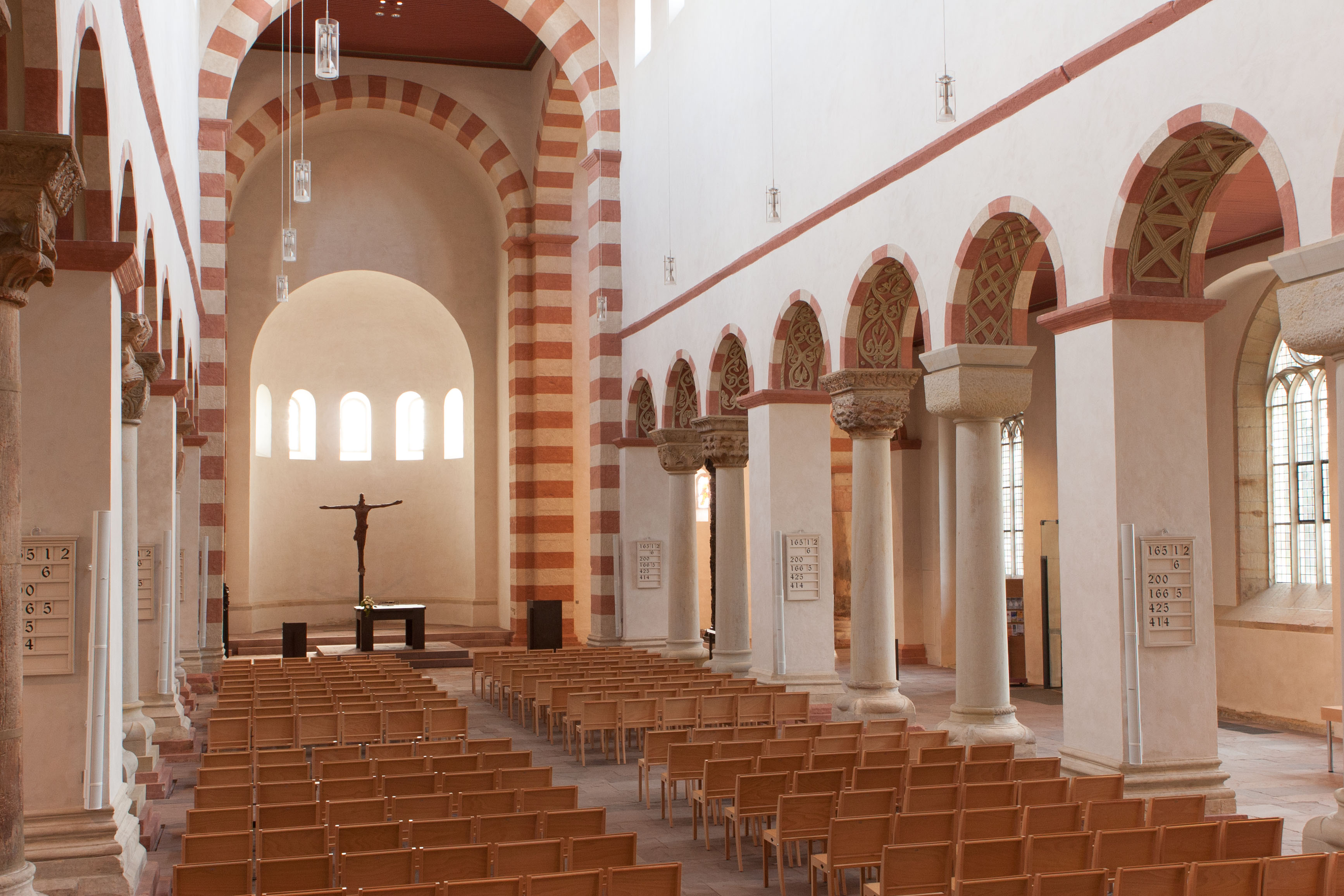
Вид з галереї органу на центральний неф, південний боковий неф, на східну частину трансепту і східні хори

Церква Святого Михайла є одним з найбільш значних збережених церков в оттонському, тобто дороманському, архітектурному стилі.
Загальна будівля і окремі нові форми отримали свободу і незалежність від античної, раннєхристиянської візантійської, а також каролінзької традицій. Вигляд церкви в цілому демонструє строгий кубічний порядок, який створює враження архаїчної потужності. Поверховий план показує повний баланс східного і західного крила. Групам апсиди і нави на сході відповідає аналогічна група на заході.
За формою це двохорова базиліка з двома навами і квадратною вежею над кожним середохрестям. Кожен з поперечних нефів закінчується з обох боків сходовими вежами, восьмикутними в нижній частині та круглими — у верхній частині (від початку схилу даху). На перший погляд здається, що вся конструкція заснована на геометричній концепції з однакових за розміром квадратів, при якій квадрат середохрестя був взятий основною одиницею для всієї конструкції, а решта будівлі створена у пропорції до нього. У чотирьох поперечних нефах цей квадрат використовується один раз, в центральному нефі три рази, і у західному хорі між поперечним нефом і апсидою — ще раз. Але насправді в будівлі використана непомітна сітка регулярних багатокутників та платонових тіл, що не видно неозброєному оку, але викривається при вимірах і обчисленнях; необхідні математичні знання в Оттонській імперії були відсутні, тому існує припущення, що розрахунки проводив візантійський математик при дворі імператриці Феофано, яка походила з Візантії. У геометричних виконаннях декількох структурних елементів вбачаються цифри, які відображають богословські аспекти відповідно середньовічній символіці чисел.
Зовнішня конструкція показує повний баланс вертикальних (групи веж) і горизонтальних елементів будівлі (центральний неф, поперечні нефи). Статичну замкнутість системи створюють два збалансовані групи веж, кубоїдна центральна вежа з пірамідальним дахом і сходові вежі на сході і на заході, які надійно обмежують рух продольного нефа. Стрілчасті вікна у південній наві були додані в часи готики.
Інтер'єр обмежується дерев'яною пласкою стелею 13-го століття, на якій зображено родовід Ісуса Христа. Стіна є площиною, яку прорізають вікна з круглими арками. Вузький карниз відокремлює аркади від високої стіни. Не виходячи за площину стіни, у традиційній для Нижньої Саксонії зміні колон, чергуються дві колони і один стовп. Обидва середохрестя на сході і заході виділені по всіх чотирьох сторонах потужними круглими арками однакової висоти, завданням яких є з одного боку надати можливість огляду внутрішнього простору, з іншого боку, нести вагу важких веж над середохрестям. Чистому величезному внутрішньому простору відповідає відсутність прикрас на окремих конструктивних елементах.
За задумом Бернварда аркади продольного нефу виконані з нижньосаксонською зміною колон, де чотири квадратні стовпи чергуються з попарними круглими колонами з кубічними капітелями. Продольний неф складається з трьох нефів і трьох травей, а його центральний неф має дерев'яну стелю під дахом. Стіни побудовані двома зонами. Над аркадами стіна має круглоарочні вікна, через які світло потряпляє в центральний неф. Додаткове світло приходить через готичні стрілчасті вікна в південному нефі. Вікна в північній наві були виконані в романському стилі при відновленні зовнішньої стіни під керівництвом Вільгельма Конрада Хазе у 1855—1857 рр.

## Вікна хорів
Загальне враження від (нинішнього) внутрішнього простору формується світлом з усіх боків. Для цього важливу роль відіграють вікна східного і західного хору.
П'ять вікон (вітражів) західного хору, створених Шарлем Кроделем 1965 року, нагадують своїми барвистими зображеннями архангела середньовічні книги і вітражі. Загальний архітектурний ефект досягається сучасною образністю, яка походить з образотворчої традиції стельового живопису. Кольорове нарощування вітражів також підкреслює округлість апсиди і високого хору навпроти нефа і одночасно представляє престольне свято церкви у вигляді «захисту Архангела Михаїла, який в центральному вікні представлений як той, хто перемагає поламаним списом сатану у вигляді замертво лежачого дракона, і всім небесним військом». Під вікном вікна з Св. Михайлом на зовнішній стороні західного хору знаходиться ніша, в якій був встановлений вівтар Св. Михайла.
Чотири інших вікна західного хору показують зліва (південь) додаткові явлення, ангела з мечем і ангела-хранителя, а праворуч (північ) — сповіщуючий ангел з Марією і ангел спокути (Серафим, Ісая 6); це є натяком на те, що Бернвард будував церкву Св. Михайла як замок Святого Ангела.
Вітражі 1966 року роботи гамбурзького художника Герхарда Хаусманна зі стилізованими деревами Життя в апсиді східного хору виділяються їх простотою. Вони символізують — як і вся церква — Небесний Єрусалим [[|Offb]] 21. Хаусманн 1971 року також створив вітражі для східної бічної апсиди. Вітражі в нижній апсиді північно-східного поперечного нефу, яка використовується як Баптистерій, присвячені темі хрещення зображеннями потопу як Води Суду Gen 7–8, Христосв як Ранкової Зорі [[|Offb]] 2216–17 і Води (Життя) зі скеліEx 172–7, в той час як вітражі в нижній апсиді південно-східного поперечного нефу зображують семикратний колосок Gen 415–7, Христос як потир в жорні [[|Jes]] 633 і, Манну Небесну Ex 162–5,13–18 на Євхаристії як точку відліку.

## Бернвардська колона
Бернвардська колона або колона Христа — це бронзовий пола лита колона першої третини 11 століття, на якій в 28 картинах представлене суспільне життя Ісуса Христа. Вона стояла до 17 століття під західною тріумфальною аркою східного середохрестя. З огляду на переоснащення церкви після Реформації вона втратила своє літургійне значення і була перенесена протестантською громадою у переоснащений південно-східний поперечний нефа. У 19 столітті колона була перенесена до Гільдесгаймського собору. Під час реконструкції собору з вересня 2009 по серпень 2014 року вона знову стояла у церкві Св. Михайла у південно-східному поперечному нефі.

## Розписна дерев'яна стеля

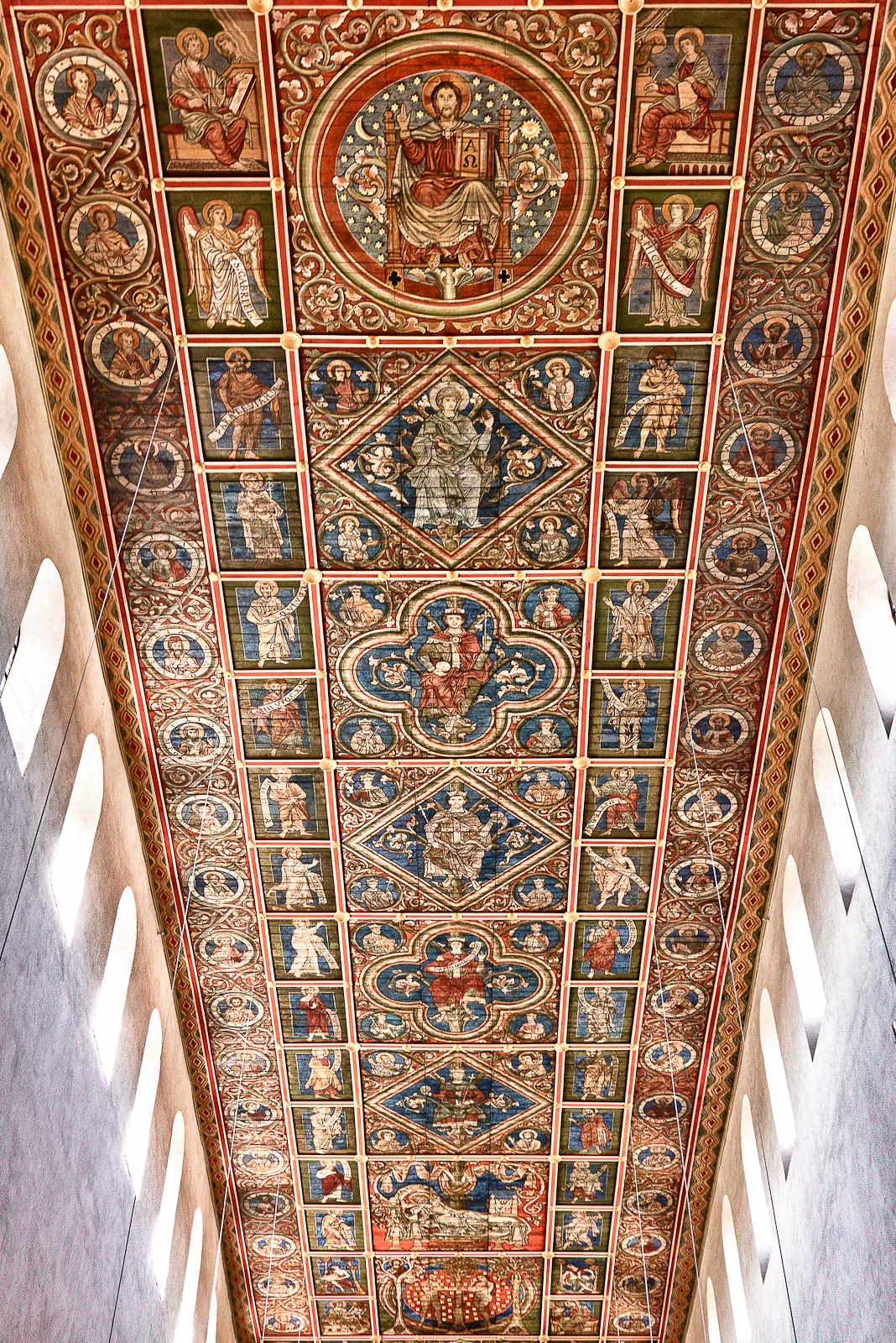
Розписна дерев'яна стеля церкви Святого Михайла

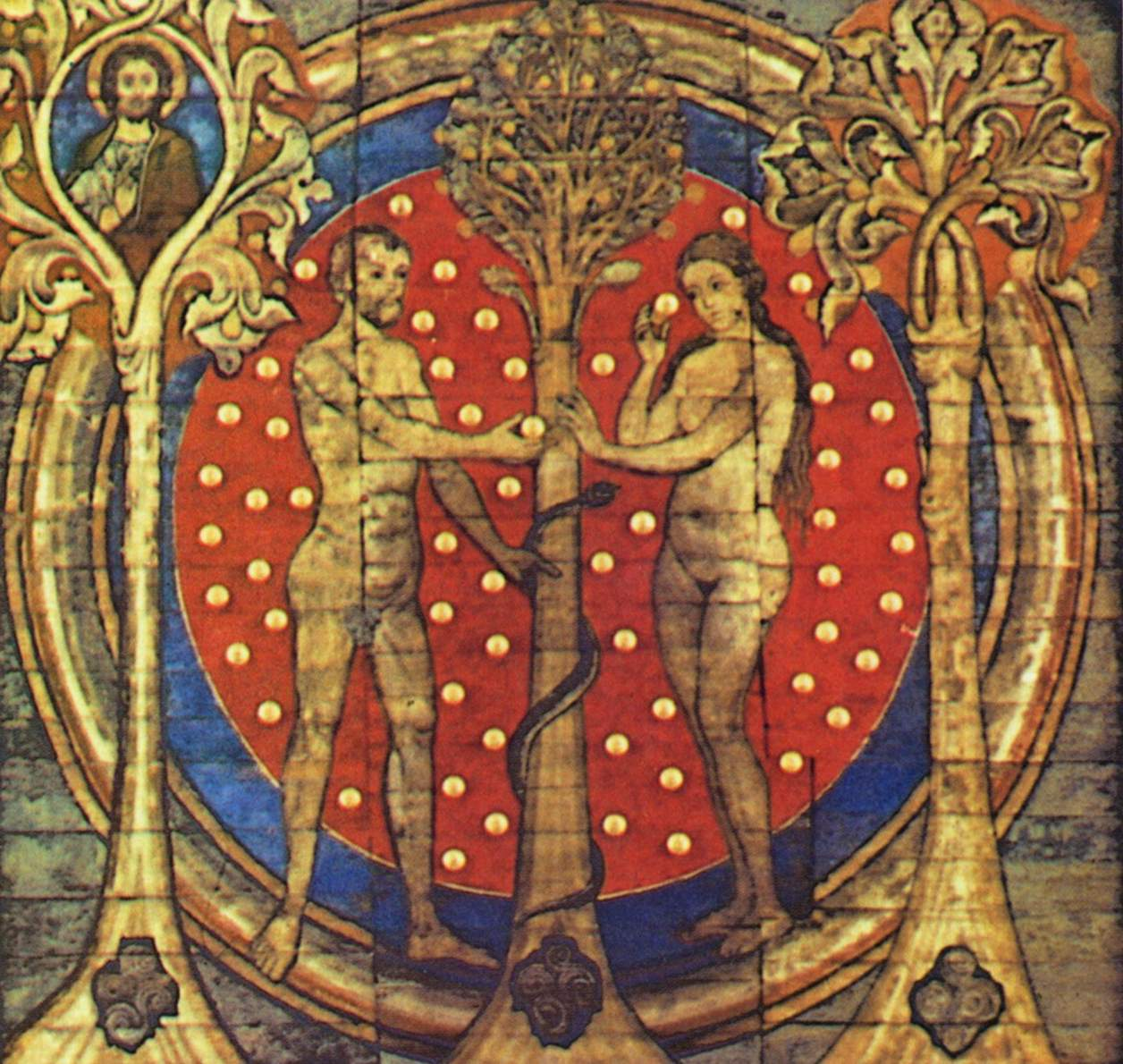
Деталь: гріхопадіння в раю

Розписна дерев'яна стеля в центральному нефі продольного нефу, створена в 13-му ст., є унікальною на північ від Альп. Йоганнес Зоммер датував влітку 1966 р. розпис стелі одночасно з розширеннями західного хору десь 1200 роком і обґрунтував це головним чином тим, що після 1204 року з відставкою абата Теодоріха II в монастирі більше не було особистостей, які були здатні до таких звершень. Дослідження в рамках міждисциплінарної експертизи стелі 1999 року визначили, що дуб для стелі був зрізаний між 1190 і 1220 роками.
Поруч з розписом стель у церкві Св. Мартіна у Цілліс (Швейцарія) і в Старій церкві Дедехо (Dädesjö, Швеція), цей розпис стелі є єдиними монументальними картинами високого Середньовіччя, що збереглися до нашого часу. Він має розміри 27,6 х 8,7 метрів і складається з 1300 дубових дощок, які були отримані розщепленням колод (тоді спиляні дошки ще не могли бути виготовлені). Це дає структуроване представлення порівняно у пізнішими замінами пошкоджених дощок.
Роспис представляє така зване дерево Єссея, яке показує родовід Ісуса, і складається з восьми основних полів.
Перше головне поле відображає гріхопадіння в Едемі. У цьому незвичайному для дерева Єссея сюжеті представлені Адам і Єва біля древа Пізнання. У кроні дерева поруч з Адамом є зображення Христа, що благословляє. Друге головне поле показує Єссея, з якого виходить дерево родоводу. Інші поля є, так би мовити, поверхами цього дерева. Вони показують царів Ізраїлевих Давида, Соломона, Єзекію і Йосію; кожен з них оточений ще чотирма неіменованами царями. Сьоме головне поле показує Діву Марію в оточенні чотирьох головних чеснот. Вона тримає в руці веретено з червоною пряжею. Згідно з Протоєвангелієм Якова, вона була однією із семи дів, які виготовили завісу Храму. Положення рук нагадує руки Єви в першому головному полі; це підкреслює її положення як нової Єви. Восьме головне поле було зруйновано 1650 року при обваленні східної башти середхрестя. В момент відновлення дерев'яної стелі 1960 року, воно було замінено зображенням Христа на троні як Судді світу, за оригіналом 19-го століття.
Головне поле з Раєм оточено зображеннями чотирьох Райських річок, а також євангелістів Марка і Луки. Образ Христа обрамлений зображеннями архангелів Рафаїла, Уриїла, Гавриїла і Михаїла, а також євангелістів Матвія й Івана. Всі інші головні поля мають по боках прямокутні зображення (головним чином пророків); поруч з Дівою Марією справа розташовані зображення ангела-провісника і Ісаї, зліва згори — Івана Хрестителя; четверте зображення (зліва внизу) не можливо однозначно визначити (Аарон або святий Захарій). У чотирьох кутових зображеннях представлені символи євангелістів.
Далі на стелі розташовані 42 медальйони з предками Христа. За Євангелієм від Матвія це кілька поколінь від Авраама (який присутній в одному з медальйонів, але не займає особливе місце) до Ісуса (Матвій, 1, 17). Представлення предків, тим не менш, взято з Євангелія від Луки, де згадується 78 предків і від Давида йде не через Соломона, а через його брата Натана (Послання самаритянам, 5, 14) — не плутати з пророком (Лука, 2, 23–38). Таким чином документується як царське, так і генеалогічне походження.
Спочатку під найвищим головним полем розташовувався хрестовий вівтар з хрестом Бернварда, а прямо за ним стояла колона Христа.
Стеля була демонтована в 1943 році і зберігалася в різних місцях. Дошки, замінені після падіння вежі східного середохрестя, залишались у церкві. Таким чином стеля вціліла руйнування церкви у бомбардуванні міста 1945 року та перед установкою на місце в 1960 році всі її деталі картини були ретельно очищені і реставровані.

## Бар'єр північних хорів

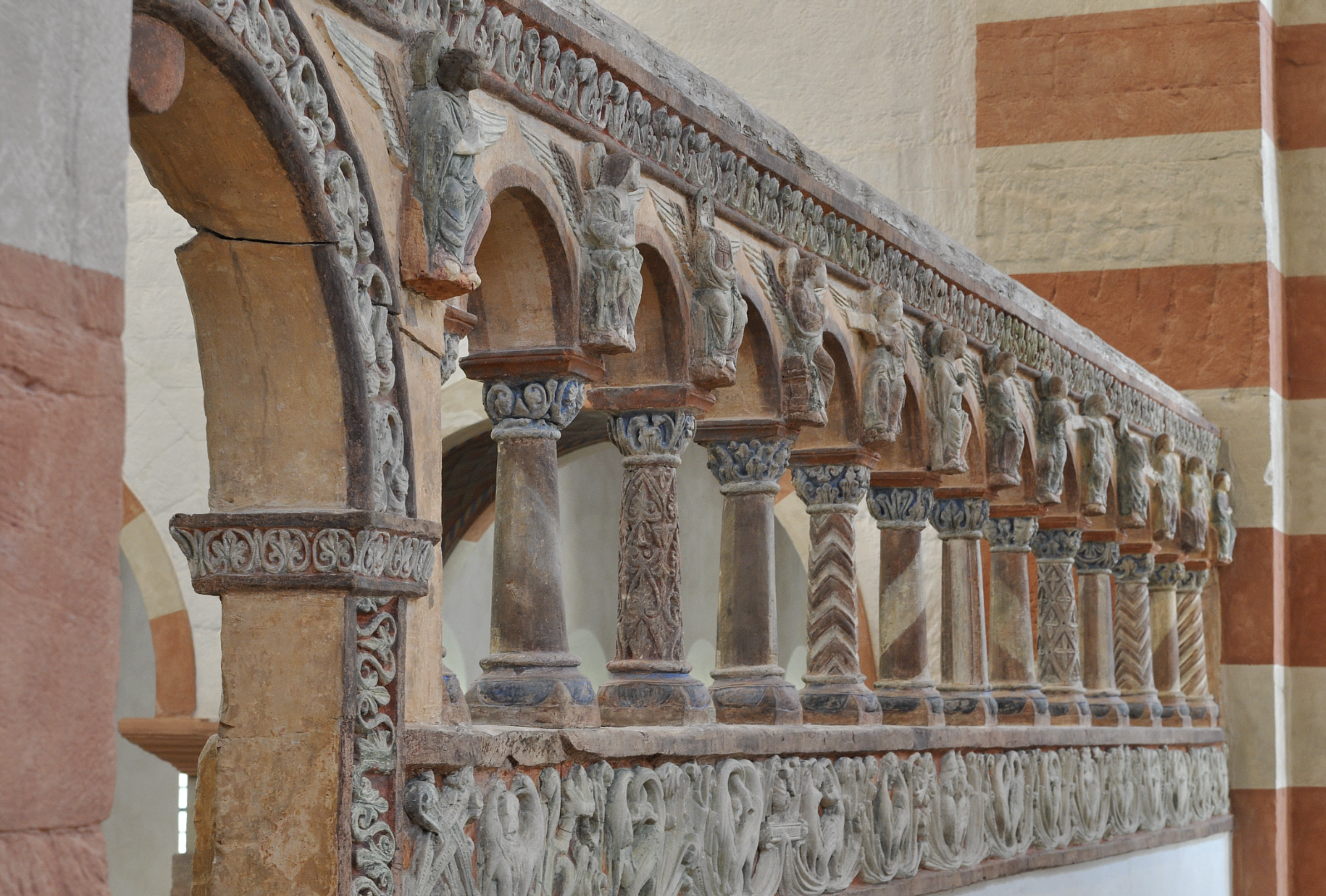
Бар'єр ангельських хорів

Бар'єр північних хорів (бар'єр ангельських хорів) в середохресті перед західними хорами показує кольорову відвагу високого середньовіччя. Вони були перенесені сюди при розширенні крипти та відповідного продовження високого хору у 1194—1197 роках після канонізації Бернварда. Їх аналог на південних хорах був зруйнований 1662 року.
Форми рельєфів є повністю виконані стукко. Ця техніка оформлення скульптур і рельєфів була поширена в Нижній Саксонії і розвинулась у високу майстерність.
На внутрішній стороні (на півдні) над фризом з міфічними істотами стоять 13 фігур ангелів; деякі  мають банери з написами.
На зовнішній стороні бар'єру хорів досі можна розпізнати три круглі арки, які початково відкривалися у крипту. Сім арок представляють Небесний Єрусалим. У них стоять фігурки святих, в центрі, як головна фігура Діви Марії з немовлям, праворуч (схід) — апостол Петро, Яків та святий Бенедикт, ліворуч (захід) — апостол Павло, Іван і Бернвард (з церквою Святого Михайла у руці). Скульптури сильно виступають за поверхню стіни, в деяких місцях майже повністю.

## Блаженства
У південному боковому нефі в проймах аркади до центрального нефа встановлені вісім ліпних фігур жінок зі стукко, старші за бар'єр хорів. На банерах скульптур ще до середини 19 століття можна було прочитати блаженства з Нагірної проповіді (Матвій, 5, 3–10). Фігури були частково сильно пошкоджені під час бомбардуваня і при реконструкції тільки на дві фігури змогли встановити оригінальні голови.

## Ретабло Івана

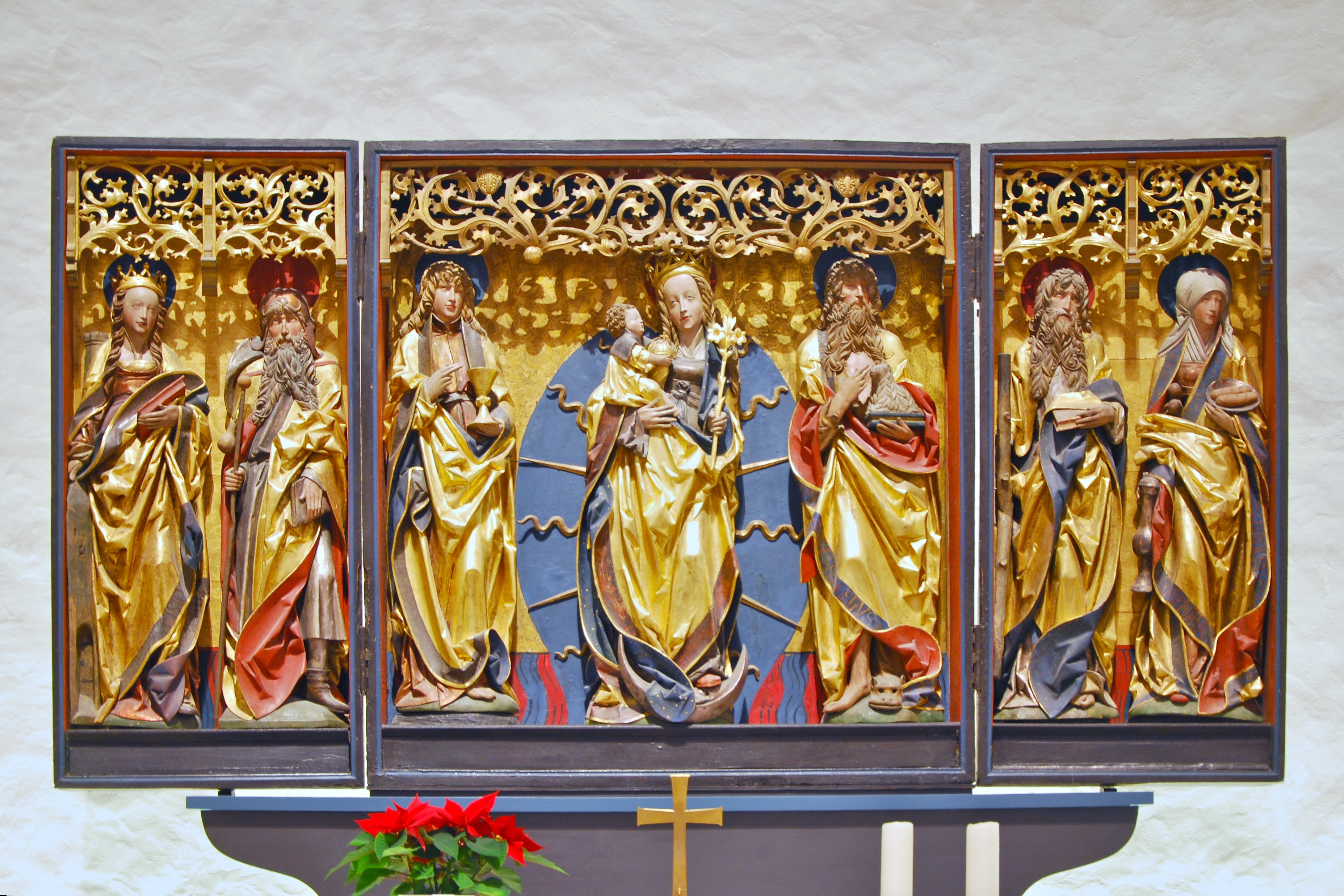
Ретабло Івана, 1520 р.

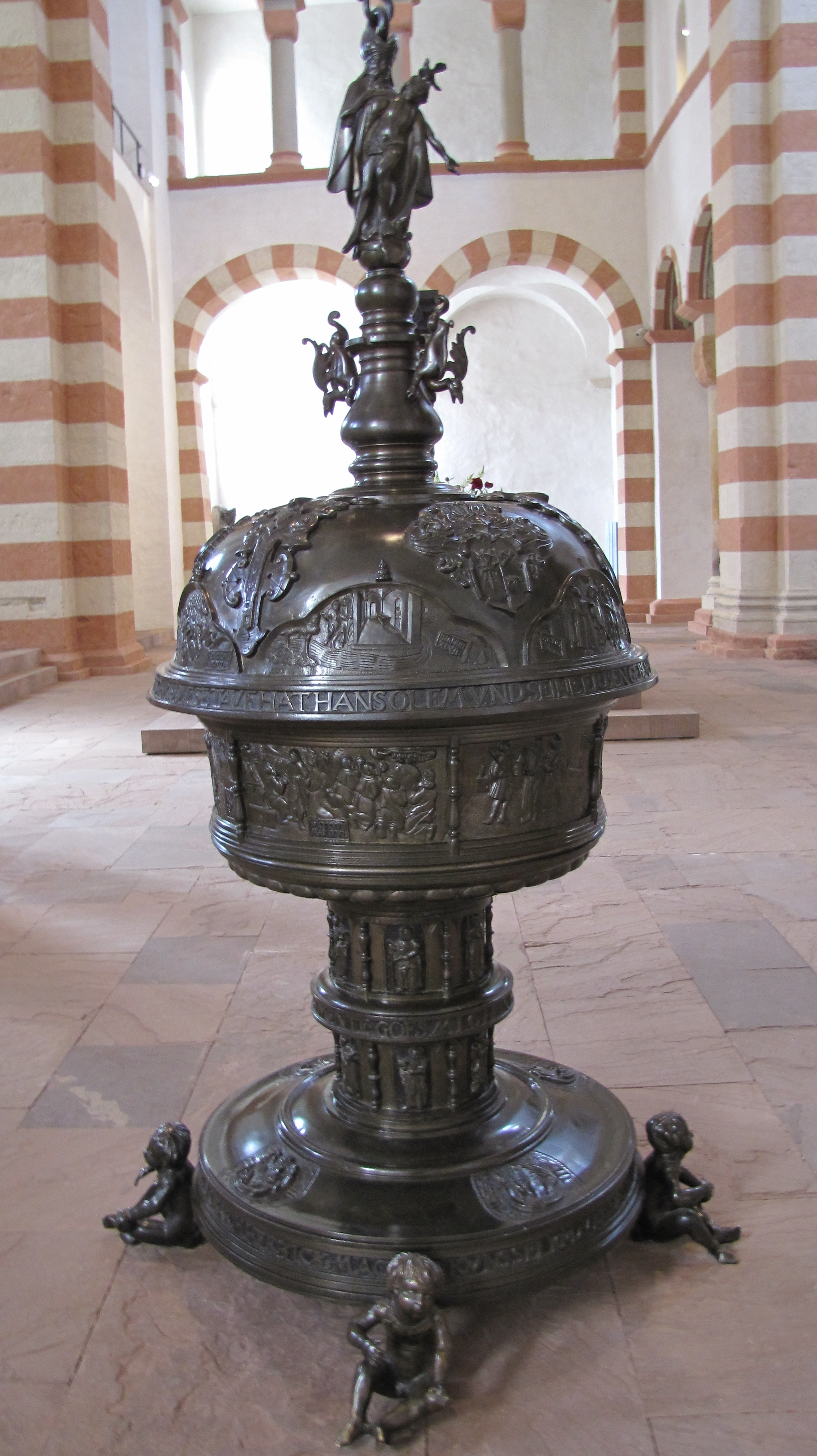
Бронзова купіль з 1618 р.

Вівтар високого хору на заході походить з 1520 року і спочатку був встановлений у церкві монастиря Св. Івана на Даммторі. Після того він потрапив в ході Реформації до, тепер євангельської, церкви Св. Мартіна, церкви колишнього францисканського монастиря. В середині 19 століття церква була полишена і зараз є частиною музею Рьомера-Пеліцеуса. Євангельська громада 1857 року повернулася до церкви Святого Михайла, і принесла вівтар — можливо, як заміну вівтаря зі слонової кістки, який у процесі секуляризації був переданий до церкви Магдалини. Два зовнішніх, двосторонньо розписаних крила були продані до музейного об'єднання і сьогодні знаходяться у власності міського музею.
Вівтар стоїть відкритий майже завжди, тому можна побачити сім внутрішніх зображень святих. У центрі — Марія з немовлям Ісусом, тому деколи використовується термін «Вівтар Діви Марії». По обидві сторони від неї стоять: зліва євангеліст Іван (з чашею), праворуч — Іван Хреститель (з ягням). На внутрішній стороні лівого крила знаходяться Свята Варвара і Яків, на внутрішній стороні правого крила Андрій Первозваний і Єлизавета Угорська. На двох розписаних зовнішніх частинах крил знаходяться Зустріч Марії та Єлизавети (Лука, 1, 39–45) (ліворуч) і народження Ісуса (Лука, 2, 1–7) (праворуч).
Два зовнішніх крила в міському музеї крила зображують картини Благовіщення Пресвятої Богородиці (Лука, 1, 26–38) (ліворуч усередині), Поклоніння волхвів (Матвій, 3, 9–11) (праворуч усередині), хрещення Ісуса Іваном Хрестителем (Лука, 3, 21–22) (ліворуч зовні) і євангеліста Івана на острові Патмос (праворуч зовні).

## Купіль
Вже у першій третині 13 століття був для Гільдесгаймського собору була вилита бронзова купіль, яка стоїть на чотирьох фігурках водоліїв; вони символізують, — як і у основі колони Христа і розписній дерев'яній стелі — чотири Райських річки. Ця традиція продовжувалася і після введення Реформації в Гільдесгаймі, коли 1547 була вилита купіль для Андріївської церкви, хоча і в типово протестантському стилі. У Гільдесгайм і його околицях існувало всього шість робіт, які наслідували оригінальну купіль, наприклад, купіль 1592 року в католицькій церкві Святого Хреста.
Останнью такою купіллю стала лита бронзова купіль 1618 року роботи Дітріха Менте для церкви Св. Мартіні, який з 1857 року знаходиться в церкві Святого Михайла. Вона стоїть у північно-західному поперечному нефі, який використовується як баптистерій.
На купелі та кришці показані по шість біблійних сцен. На стовпі в два ряди зображені 12 апостолів. На постаменті зображені чотири амури, що лише віддалено нагадують купіль у соборі. Написи вказують на митців та ливарників, картуш зі святим Мартіном на кришці нагадує про колишнє місце. Кришка прикріплена за допомогою кронштейна з зображенням Трійці.

## Орган Вьоля

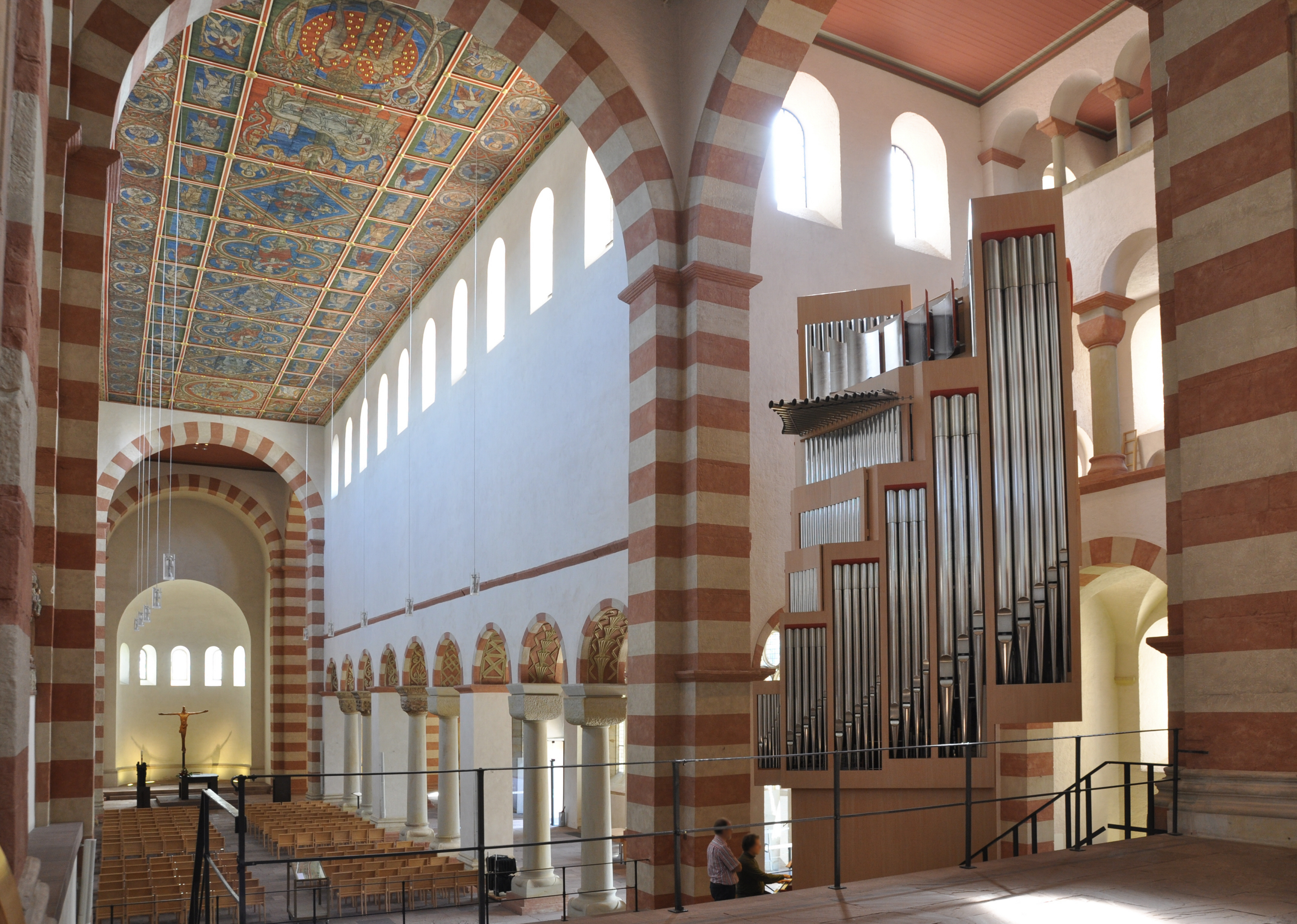
Вид на орган

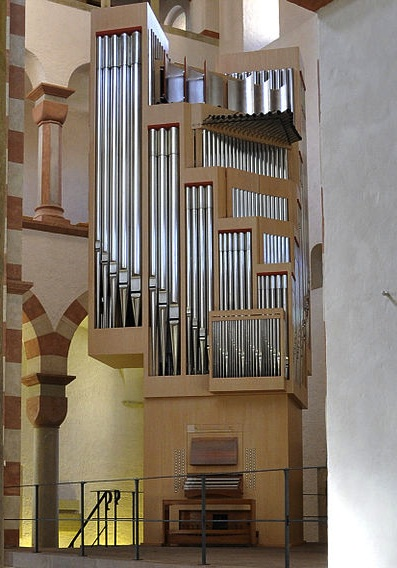
Вид на орган

Орган в церкві Св. Михайла був побудований 1999 року за проектом виробника органів Геральда Вьоля (Марбург). Інструмент стоїть вільно у арці південного трансепту до західного середхрестя, навпроти бар'єру північного хору. Корпус схожий на базову форму будівлі.
Орган створений для виконання широкого спектра органної літератури, від музики Й. С. Баха і музики німецького романтизму, так і для французької симфонічної органної музики і музики сучасності. Апаратура має 68 регістрів і регістр ефектів на трьох мануалах і педалі.

## Церква Святого Михаїла як архітектурний зразок для наслідування
Церква Святого Михаїла слугувала архітектурним зразком для наслідування до кінця романського періоду при перебудові базиліки Аквілеї; окремі елементи також наслідувалися, наприклад, в монастирській церкві Фределслох.
Для романтичного історизму 19 століття церква Святого Михайла була одним з головних релігійних символів імперської ідеї і вплинула на численні церковні будівлі того часу. Ідеалізованою копією, доповненою копією вежі собору Св. Партокла у Зості, стала базиліка Св. Антонія в Райне.

## Розміри

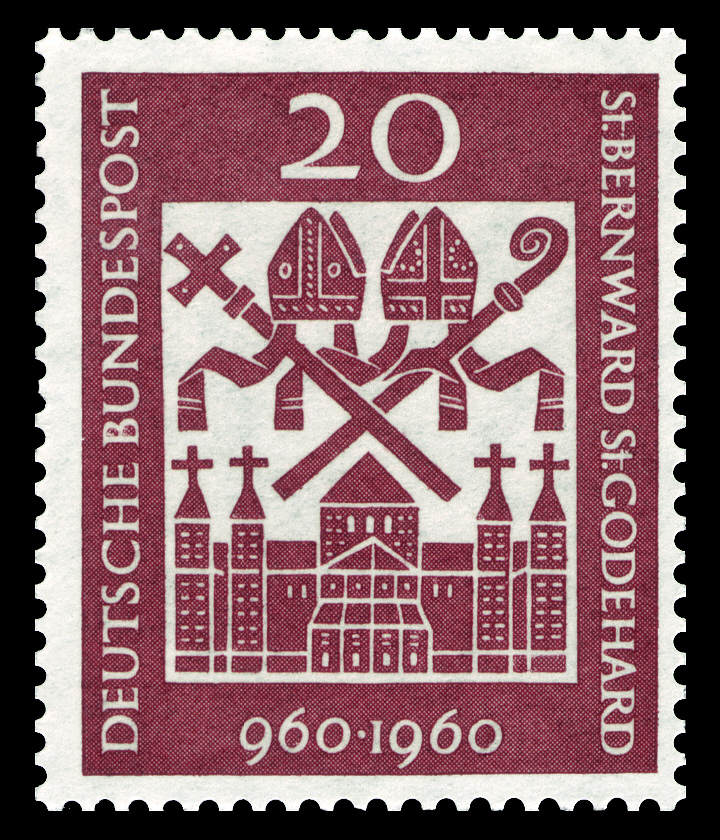
Поштова марка Німецької Федеральної пошти (1960) до 1000 дня народження єпископів Бернварда та Олексія

| Загальна довжина                                 | 74,75 м |
| Загальна довжина поперечного нефу                | 40,01 м |
| Загальна ширина поперечного нефу                 | 11,38 м |
| Довжина крипти                                   | 18,36 м |
| Ширина продольного нефа                          | 22,75 м |
| Довжина центрального нефа між поперечними нефами | 27,34 м |
| Ширина центрального нефа між аркадами            | 8,60 м  |
| Висота центрального нефа                         | 16,70 м |
| Товщина кладки                                   | 1,63 м  |
| Кількість дзвонів                                | 10      |

## Розташування та околиці
Церква Св. Михайла розташована на північно-західному краю центру Гільдесгайма на пагорбі Святого Михайла. Вхід до продольного нефу з південної сторони через портал головного входу. За церквою до неї примикає монастирський сад. Через старий клуатр і через цей сад можна потрапити в сучасних будівель оточення. На схід і південь провулками можна потрапити в центр міста. Недалеко на захід від церкви Святого Михайла знаходиться бароковий сад Магдалени.

## Цікаво
- 2 січня 2010 року вийшла ювілейна поштова марка (2,20 EUR) з мотивом церкви Святого Михайла.
- З 7 лютого 2014 в обіг випущена німецька пам'ятна монета у 2 Євро, на реверсі якої  зображена церква.